# Улла Зальцґебер
Улла Зальцґебер  (нім. Ulla Salzgeber, 5 серпня 1958) — німецька вершниця, олімпійська чемпіонка.

## Виступи на Олімпіадах
| Олімпіада   | Дисципліна        | Місце |
| ----------- | ----------------- | ----- |
| Сідней 2000 | виїздка, особисті | 3     |
| Сідней 2000 | виїздка, командні | 1     |
| Афіни 2004  | виїздка, особисті | 2     |
| Афіни 2004  | виїздка, командні | 1     |